# Richard Röstel
Richard Röstel (1872) è stato un ginnasta tedesco.
Partecipò all'Olimpiade di Atene del 1896 vincendo medaglie nelle gare a squadre, mentre ottenne solo piazzamenti nelle gare singole.

## Medaglie olimpiche
- ORO - Trave squadre - Ginnastica - Atene, 1896
- ORO - Parallele squadre - Ginnastica - Atene, 1896

## Altre posizioni
- 4º - Trave - Ginnastica - Atene, 1896
- 4º - Cavallo - Ginnastica - Atene, 1896
- 4º - Volteggio - Ginnastica - Atene, 1896
- 6º - Parallele - Ginnastica - Atene, 1896